# Achilles '29
Achilles '29 is een Nederlandse voetbalclub uit het Gelderse dorp Groesbeek, die opgericht is op 1 juni 1929. Het eerste elftal van de vereniging kwam tot 2013 uit in de Topklasse Zondag. In het seizoen 2013/14 was Achilles '29 de laatste amateurclub die toetrad tot de Jupiler League. Het grootste succes behaalde de club op zaterdag 26 mei 2012, toen zij algeheel amateurkampioen van Nederland werd. Sinds medio 2016 is de structuur gewijzigd; de vereniging RKSV Achilles '29 omvat het amateurvoetbal, Achilles '29 BV is de besloten vennootschap waar de profactiviteiten onder vallen en de Stichting Accommodatie Achilles '29 beheert de velden en gebouwen. De BV en de Stichting Accommodatie Achilles '29 zijn op dit moment failliet.
Daarnaast behaalde de club grote successen in de seizoenen 1983/84, 2005/06 en 2007/08, toen zij kampioen werd in de Hoofdklasse Zondag, wat tot de invoering van de Topklasse in 2010 het hoogste amateurniveau was. In deze Topklasse werd Achilles '29 in 2011/12 en 2012/13 kampioen. Het laatste kampioenschap in de Hoofdklasse werd thuis behaald tegen dorpsgenoot De Treffers, de aartsrivaal van Achilles '29. In 2011 wonnen zij de KNVB beker voor amateurs. Zowel in dat jaar als het volgende won de club ook de Super Cup voor amateurs. De voetbalvereniging werd landelijk bekend wegens haar successen in de KNVB Beker.
In het seizoen 2016/17 degradeerde Achilles '29, mede door drie strafpunten, uit de eerste divisie. Een lening van vijf miljoen euro bij een Braziliaanse bank kwam te laat ter beschikking, zodat de club niet kon voldoen aan de licentie-eisen van de KNVB. De club ging in beroep tegen de uitspraak hierover van de kortgedingrechter.

## Historie

### Oprichting en vroege jaren
In de nadagen van mei 1929 besloten dertien jongens, allen rond de 20 jaar oud, een katholieke voetbalvereniging op te richten; Achilles. Gerrit Derks stelde na onderhandelingen een veld beschikbaar op de Heikant. De eerste wedstrijd, bij het Nijmeegse RKSV Brakkenstein ging met 3-2 verloren. De eerste wedstrijd op eigen veld tegen het Kranenburgse TUS'07 werd door de jongens met 3-1 gewonnen en het Achillesterrein werd officieel geopend. Na vier seizoenen promoveerde de club van de regionale tweede klasse, naar de eerste klasse, afdeling Nijmegen. In 1934, het seizoen na de promotie, werden de twee nieuwe teams, het tweede seniorenelftal en het A-juniorenteam, kampioen. Na deze successen zat de smaak er bij het eerste elftal nog in, waardoor ook in het seizoen 1935/36 de kampioensvlag uitgehangen mocht worden: wederom promotie. Als viering van deze promotie, schreef Ben Ostendorp het clublied "Samen togen wij ten strijd".
Gedurende de Tweede Wereldoorlog hadden de bonden besloten wel door te spelen maar dat er geen promotie of degradatie plaats zou vinden, omdat er aan alles een tekort was; shirtjes, ballen, schoenen, spelers (gesneuveld of dienstplicht). In 1945 speelde het eerste elftal zelfs helemaal geen wedstrijden meer. Het dorp lag dan ook midden in de frontlinie en was inmiddels geëvacueerd.
Toen de leden van Achilles na de oorlog terugkeerden naar de Heikant, zagen ze een slagveld. De kantine was met de grond gelijk gemaakt, in het veld lagen landmijnen en overal waren kraters van granaten en explosieven. Met goede moed begonnen de mannen aan de wederopbouw en in het najaar van 1945 werd de eerste wedstrijd van het jaar gespeeld.

### De weg omhoog en inzakking
Achilles werd in het jaar 1954 kampioen en promoveerde daardoor naar de KNVB-competities waar het in 1957 kampioen van de vierde klasse werd en in 1964 kampioen van de derde klasse en promoveerde naar de tweede klasse.
In 1974, het seizoen nadat Frans van Bernebeek na 40 jaar zijn taak als voorzitter besloot af te staan, werd de ploeg kampioen in deze tweede klasse en mocht de ploeg aantreden op het hoogste niveau voor amateurs. Laat het nu net het geval zijn dat in dat jaar de Hoofdklasse werd gecreëerd, waardoor het team nog een keer kampioen moest worden om te mogen meespelen op het hoogst haalbare niveau. Dit gebeurde in 1978 en vijf jaar later was het zelfs voor het eerst de beste ploeg van de Zondag Hoofdklasse B.
Niet lang na het kampioenschap kwam Achilles in degradatiegevaar, met als eerste dieptepunt het seizoen 1989/90 toen onder leiding van de in de winter aangestelde Jan van Deinsen degradatie ternauwernood werd ontweken. De jaren daarna bleef het moeilijk en in 1994 volgde een nieuw dieptepunt toen Achilles '29 voor het eerst in haar geschiedenis degradeerde. Ze speelden zes jaar in de eerste klasse, waarna het in 2000 weer mocht aantreden in de Hoofdklasse C. Dit verblijf duurde niet lang, en de Groesbekers degradeerden direct terug naar de eerste klasse. Deze keer was de ploeg slechts één jaar op het een-na-hoogste niveau, en keerde het in 2002 terug naar de Hoofdklasse.

### Het Meijers-decennium en Topklasse

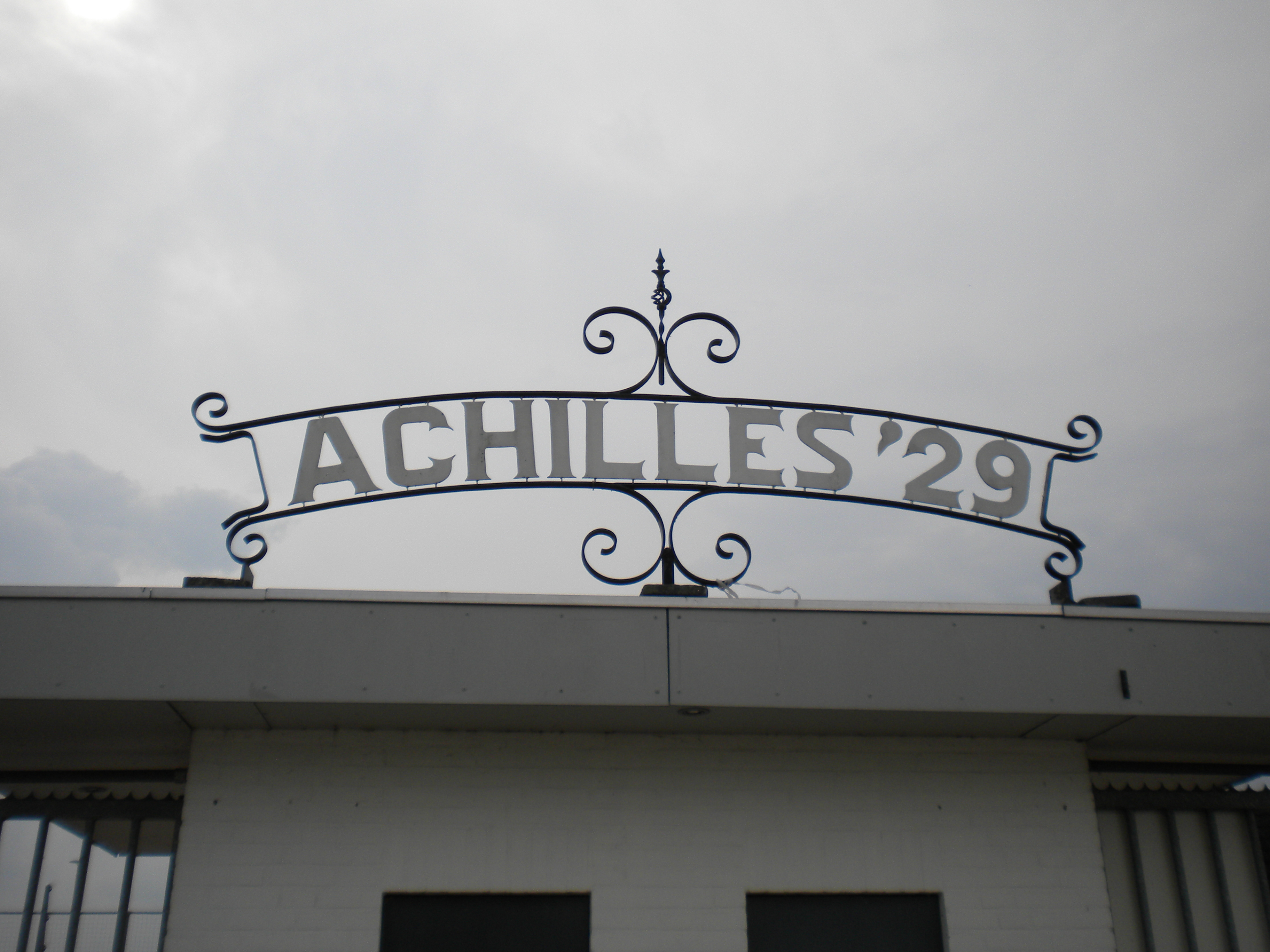
De iconische decoratie boven de kassa en ingang van het sportpark

Met ingang van het seizoen 2002/03 werd Eric Meijers aangesteld als hoofdtrainer en eindigden de gepromoveerden na een ijzersterk seizoen op een zesde plaats. Meijers werd meteen geprezen en door de fans omschreven als een 'wondercoach'. Deze wondercoach eindigde in 2004 zelfs op een tweede plaats en kon niet meer kapot bij de aanhang toen in 2006 zelfs het kampioenschap in de Hoofdklasse C, met twee punten voorsprong op aartsrivaal De Treffers, werd binnengehaald. Dit succes herhaalde het team toen het in 2008 op de laatste speeldag kampioen werd door in een volgepakt Sportpark De Heikant De Treffers met 3-2 te verslaan. Indien die wedstrijd verloren was gegaan, was het kampioenschap naar de dorpsgenoot gegaan. In datzelfde jaar won het ook de districtsbeker Oost en bereikte het de halve finale van de KNVB beker voor amateurs.
Het seizoen 2008/09 liep iets minder, maar resulteerde uiteindelijk toch nog in een tweede plaats, op 4 punten achterstand van WKE. In het seizoen 2009/10 konden de teams uit de Hoofdklasse zich kwalificeren voor een plaats in de nieuwe Topklasse door bij de beste vier te eindigen, of via nacompetitie met een vijfde of zesde plaats. Achilles '29 kon geen potten breken, maar slaagde er toch in om op de benodigde vierde plaats te eindigen, dus speelden Achilles '29 vanaf het seizoen 2010/11 in de Topklasse Zondag.
In dit eerste seizoen van de Topklasse zondag eindigde Achilles '29 op de tweede plaats, zes punten achter FC Oss. Achilles '29 was ondanks een slechte eerste seizoenshelft lang de enige concurrent van FC Oss, die na de winterstop veel punten lieten liggen. Tot aan de laatste speeldag had Achilles '29 haar achterstand teruggebracht naar drie. Bij winst op de laatste speeldag, toen de ploeg uitgerekend tegen koploper Oss moest spelen, kon Achilles '29 een beslissingsduel afdwingen. FC Oss won dit duel echter met 0-2 waardoor het kampioenschap in het voordeel van FC Oss beslist werd. Oss verloor de duels met VV IJsselmeervogels om het algemeen amateurkampioenschap, maar promoveerde desalniettemin terug naar de Jupiler League. RBC Roosendaal ging failliet, dus Almere City FC hoefde niet te degraderen. De sterke eindspurt werd echter wel beloond, want in de finale van de districtsbeker Oost bleek Achilles '29 met 2-0 te sterk voor De Treffers. Uiteindelijk mochten ze het in de finale van de KNVB beker voor amateurs opnemen tegen Harkemase Boys, die met 1-0 op de Heikant werden verslagen.
Het seizoen 2011/12 begon voor Achilles '29 goed, toen tegen de landskampioen en de succesvolste amateurclub aller tijden VV IJsselmeervogels de Super Cup amateurs werd veroverd. De wedstrijd werd met 2-1 gewonnen. Het was de eerste Super Cup-overwinning voor Achilles '29. Dit seizoen werd Achilles '29 door het ontbreken van een club uit het betaald voetbal Achilles '29 gezien als een van de titelkandidaten voor de eindoverwinning. Achilles '29 voldeed aan deze verwachting door kampioen te worden met een voorsprong van 9 punten op Haaglandia. Door de overwinning in de Topklasse, was Achilles '29 voor het eerst in haar geschiedenis zondagkampioen, dus mochten ze het in mei in een tweeluik met zaterdagkampioen SV Spakenburg strijden om de titel algeheel amateurkampioen. De eerste wedstrijd werd met 3-0 gewonnen en in Bunschoten-Spakenburg werd met een 0-2 winst voor het eerst in de geschiedenis het amateurkampioenschap binnengehaald. Dit was de vijfde prijs die gewonnen werd in een tijdsbestek van exact één jaar: 28 mei 2011 tot 27 mei 2012 (Districtsbeker Oost, de KNVB beker voor amateurs, de Super Cup voor amateurs, de Topklasse Zondag en het algeheel amateurkampioenschap).

Op 23 juni 2012 werd bekend dat Meijers, na 10 seizoenen Achilles '29 zou verlaten en na lange onderhandelingen bij Helmond Sport aan de bak zou gaan, ondanks zijn contract bij Achilles '29, die nog twee jaar door zou lopen. Helmond Sport wilde en kon in eerste instantie de afkoopsom in het contract van Meijers niet betalen, maar ging later toch overstag en Meijers betaalde zelf de helft: €15.000. Als opvolger van Meijers werd Jan van Deinsen aangesteld, die ruim 20 jaar eerder ook aan het roer stond bij Achilles '29.

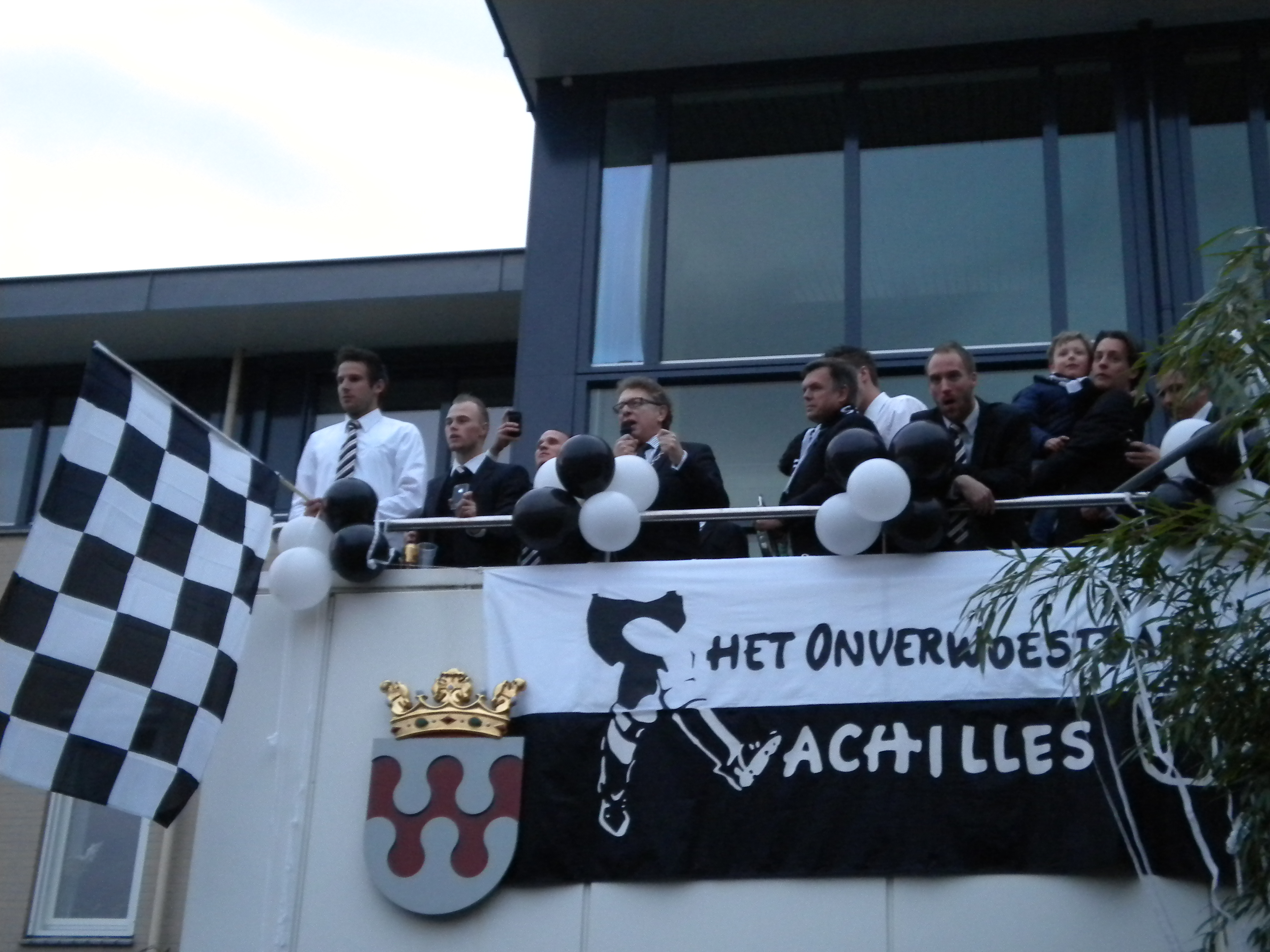
De huldiging van Achilles '29 door burgemeester Harry Keereweer op het gemeentehuis van Groesbeek na het kampioenschap in 2013

Met een ster op het shirt werd het seizoen 2012/13 afgetrapt tegen bekerwinnaar RKSV Leonidas om vervolgens voor de tweede keer op rij de Super Cup voor amateurs te winnen: 2-1. Achilles '29 was de eerste club die de Super Cup zowel als landskampioen en als bekerwinnaar wist te winnen. In het derde seizoen van de Topklasse werd na de elfde speelronde de koppositie veroverd. Deze stond Achilles '29 daarna niet meer af en op 21 april 2013 werd de tweede titel in de Topklasse binnengehaald, waarmee het als eerste club deze titel wist te prolongeren. De eerste ontmoeting met zaterdagkampioen vv Katwijk was op 18 mei op De Krom en eindigde in een 0-0 gelijkspel. Een week later stond de thuiswedstrijd op De Heikant gepland, deze werd met 3-0 verloren, waardoor vv Katwijk zich tot landskampioen mocht laten kronen.

### Avontuur in het betaald voetbal
Zowel vv Katwijk als Achilles '29 hadden in een eerder stadium aangegeven niet geïnteresseerd te zijn in promotie naar de Eerste divisie, maar door de faillissementen van AGOVV en SC Veendam bestond deze Jupiler League nog maar uit 16 ploegen. De KNVB wilde dit oplossen door de (licentie-)eisen te versoepelen en zowel Achilles '29 als vv Katwijk al vanaf het seizoen 2013/14 door te laten stromen naar het betaald voetbal. VV Katwijk ging uiteindelijk niet op dit verzoek in; Achilles '29 deed dit wel, waardoor Achilles '29 de eerste amateurclub was die gebruik maakte van het promotierecht in de Topklasse en betaald voetbal ging spelen. De Jupiler League zou verder worden aangevuld tot 20 ploegen met de belofteteams Jong Ajax, Jong FC Twente en Jong PSV. Jan van Deinsen liet weten niet als hoofdcoach met Achilles '29 mee te gaan naar de Jupiler League, hij werd opgevolgd door François Gesthuizen.
Nadat het debuut bij FC Emmen nog in 2-2 eindigde, gingen vier wedstrijden op rij verloren. Onder deze verliezen hoorden onder meer de terugkeer van Eric Meijers op De Heikant (2-3). Op 2 september 2013 won Achilles '29 voor het eerst een wedstrijd in het profvoetbal, de uitwedstrijd tegen FC Oss (0-1) door een doelpunt van Daniël van Straaten. Nog geen week later stond ook de eerste thuisoverwinning op het programma: een verzwakt Jong Ajax werd met 2-1 verslagen. Deze wedstrijd werd rechtstreeks uitgezonden op Fox Sports Eredivisie: na de bekerwedstrijd tegen PSV de eerste competitiewedstrijd van Achilles '29 die live op tv te zien was. Er werd iets later ook nog op bezoek bij FC Den Bosch gewonnen, maar al snel begon de sportieve misère: zeven basisspelers uit het vorige seizoen lagen lange tijd uit de running. De laatste plaats werd bereikt en na enkele keren dat er stuivertje werd gewisseld met FC Oss, werd het lot van Achilles '29 op bezoek bij FC Volendam (5-1) door vier goals van Henk Veerman beslecht: ze zouden op de laatste plaats eindigen, uiteindelijk op zes punten achter FC Oss.
Behalve de sportieve misère was er in het debuutseizoen in het betaald voetbal ook financiële misère. Althans, dat verhaal deed de ronde. Voorzitter Harrie Derks lag overhoop met de lokale Rabobank. Het verhaal werd al snel opgepikt door vele media en die meldden vervolgens dat Achilles '29 financieel niet gezond zou zijn. Zo zou een subsidie voor nieuwe kleedkamers gebruikt zijn om spelerssalarissen te betalen, zonder dat er ook maar iets gedaan was aan nieuwe kleedruimtes. Gemeente Groesbeek riep het clubbestuur op het matje en het subsidiegeld werd in zijn volledigheid teruggestort, er werd een concreet bouwplan gemaakt voor de nieuwe kleedkamers en de financiële gezondheid van de club werd bevestigd. Meteen na de laatste competitiewedstrijd ging de schop in de grond voor de nieuwe kleedkamers, die voor het begin van het nieuwe seizoen werden opgeleverd.
In het tweede seizoen in het betaald voetbal was het begin weinig hoopvol. In de eerste zes wedstrijden werd er vijf keer verloren, maar wel met 3-2 gewonnen van Jong Ajax dat met een aanzienlijk aantal A-selectiespelers speelde. Na het gelijke spel tegen FC Oss (2-2) werd op bezoek bij RKC Waalwijk de grootste overwinning in het betaald voetbal tot dan toe geboekt: 0-4. Hierdoor klom Achilles '29 naar de vijftiende plaats. Er volgden vier verliespartijen op rij, waarna Achilles '29 hun beste reeks in het betaald voetbal neerzetten: in de tien volgende wedstrijden werd er slechts tweemaal verloren, werden er 16 punten gepakt (winst was er tegen Helmond Sport (3-2), FC Den Bosch (0-1), VVV-Venlo (3-0) en Jong PSV (2-0)) en werd er vijf keer de nul gehouden. De club bereikte de veertiende plaats en bleef vijf Jupiler League-wedstrijden op rij ongeslagen: een nieuw clubrecord. Na de wedstrijd in Nijmegen met 6-2 te hebben verloren, zagen 3.720 mensen Achilles '29 in Groesbeek met 1-3 verliezen van de latere kampioen en grote buur N.E.C.: tevens een clubrecord sinds de overstap naar het betaald voetbal. Door het gelijke spel (1-1) tegen VVV-Venlo speelde de club een belangrijke rol in het beslissen van de derde periodetitel en na thuisoverwinningen tegen FC Den Bosch (2-1) en Almere City FC (3-1) werd mede door blessures van sterkhouders Thijs Hendriks (14 doelpunten en 13 assists) en Mehmet Dingil een slechte reeks ingezet, waardoor op de voorlaatste speelronde (3-1 verlies bij Helmond Sport) duidelijk werd dat Achilles '29 op de achttiende plaats zou eindigen.
In november 2014 maakte de club bekend dat Eric Meijers zou terugkeren als hoofdtrainer bij Achilles '29 voor het volgende seizoen en een maand later maakte Achilles '29 bekend dat de club in de eerste divisie wenste te blijven. Doordat de club hierdoor officieel een betaald voetbal organisatie (BVO) werd, moest onder meer een raad van commissarissen worden aangesteld. De voormalige eigenaar van SBV Vitesse, Maasbert Schouten, werd gekozen tot voorzitter van deze RvC. Ook werd er een beloftenelftal opgericht, dat in de beloftencompetitie ging spelen en in 2016 instroomde in de standaardcompetities. Daarnaast ging er een nieuw team spelen in de vierde klasse zondag voor standaardteams, vergelijkbaar met SC Feyenoord en Ajax zaterdag.
Het derde seizoen in de Eerste Divisie werd het meest succesvolle seizoen van Achilles '29 in het profvoetbal. De club eindigde dit seizoen op de 15e plaats en wist 4 andere teams onder zich te houden op de ranglijst. 

### Sportief verval
Het vierde seizoen in de Eerste Divisie verliep desastreus voor Achilles '29. In dit seizoen werd de Tweede Divisie opnieuw ingevoerd en werd er promotie en degradatie tussen de Eerste Divisie en de Tweede Divisie ingevoerd. Achilles '29 werd uiteindelijk de dupe van deze nieuwe regeling, door op de laatste plaats te eindigen degradeerde men naar de Tweede Divisie. Bovendien kwam de club in financiële problemen en kreeg het daardoor ook nog 3 punten in mindering van de KNVB.
Vervolgens zette het verval verder in en degradeerde Achilles '29 ook direct uit de Tweede Divisie en het seizoen erna ook uit de Derde Divisie. De club was ook in financiële problemen geraakt en mocht zelfs een periode niet meer op Sportpark de Heikant spelen na een conflict met de eigenaar van het sportpark.
Dorpsgenoot VV Germania bood hulp door Achilles '29 tijdelijk onderdak te bieden op Sportpark Noord. Het sportieve verval duurde nog voort. Achilles '29 kon langer in de Hoofdklasse blijven, doordat deze competitie twee seizoenen niet werd uitgespeeld vanwege de coronapandemie. In het eerste volledige seizoen in de Hoofdklasse degradeerde Achilles '29 alsnog. Na de volgende degradatie uit de Eerste klasse stopte in het seizoen 2023/2024 het sportieve verval in de Tweede Klasse. Achilles '29 wist zich op dit niveau eenvoudig te handhaven en won ook een periodetitel. In de nacompetitie om promotie kwam Achilles ‘29 tekort, waardoor het in de Tweede Klasse blijft spelen. 

### Cupfighters
In de loop der jaren heeft Achilles '29 landelijk furore gemaakt met haar successen in de KNVB beker. Zo werd in het seizoen na het kampioenschap in 2006 FC Volendam na strafschoppen uitgeschakeld. In de volgende ronde troffen ze Sparta Rotterdam en werden ze kansloos met 0-4 uitgeschakeld.
Het seizoen na het tweede kampioenschap in drie jaar (2008) werd op 11 november RKC Waalwijk in het Mandemakers Stadion uitgeschakeld met 1-2. Door deze overwinning mocht het in de achtste finale aantreden tegen het AZ dat in dat seizoen onder leiding van Louis van Gaal kampioen werd. In het voormalige DSB Stadion werd dan ook met 3-0 verloren van de latere landskampioenen.
In het eerste seizoen van de Topklasse (2010/2011) ontmoette Achilles '29 allereerst mede-Topklasser FC Oss, waarvan dat seizoen alleen in bekerverband werd gewonnen: 2-0. Vervolgens werd het opgenomen tegen eredivisionist Heracles Almelo. In eigen huis werd, precies twee jaar na de stunt tegen RKC Waalwijk, op 11 november 2010 opnieuw gestunt. Ondanks vroeg 0-1 en 1-2 achter te komen, wist Achilles '29 alsnog met 5-3 te winnen. Opnieuw bereikte de club dus de achtste finale, waarin RKC Waalwijk dit keer wel te sterk bleek. Op De Heikant wist de RKC Waalwijk vlak voor tijd de gelijkmaker te produceren (1-1) in de vorm van Mark Janssen. Diezelfde Janssen bracht zijn ploeg in de verlenging op voorsprong, maar kreeg niet veel later ook de rode kaart gepresenteerd. Achilles '29 maakten van deze man-meer-situatie gebruik en kwamen nog tot 2-2. De penalty's werden door RKC Waalwijk beter genomen en zo strandde Achilles '29, in het zicht van de halve finale.
Ook in het tweede seizoen van de nieuwe Topklasse werd er weer gestunt, want wederom twee clubs uit het betaald voetbal werden verslagen: Telstar (1-1, penalty's) en MVV Maastricht (1-0). Met de derde achtste finale in vier jaar tijd schreef de club geschiedenis. In de achtste finale moest Achilles '29 het dit keer opnemen tegen de N.E.C.. De wedstrijd in het Goffertstadion werd ondanks een sterk begin met 3-0 verloren.
In 2012 stond voor de landskampioen bij de amateurs, na eerst zaterdagkampioen SV Spakenburg met 0-4 aan de kant te hebben gezet, de thuiswedstrijd tegen titelverdediger PSV Eindhoven op het programma. PSV kreeg al binnen twee minuten de 1-0 van Thijs Hendriks om de oren, maar wisten nog voor rust uit te lopen naar een 1-3-voorsprong. De tweede helft was echter voor de thuisploeg, die nog wel de aansluitingstreffer wisten te maken. PSV'er Georginio Wijnaldum zag zijn penalty weliswaar gered worden door Barry Ditewig en Daan Paau schoot voor Achilles '29 op de paal, waardoor de marge van één doelpunt genoeg bleek voor PSV om later door te stomen naar de finale, die zij verloren van AZ.
Ditzelfde AZ was een jaar later de tegenstander voor Achilles '29 in de derde ronde, nadat zij een ronde eerder Topklasser HSC '21 met 4-1 versloegen. AZ werd net als PSV een jaar eerder gecoacht door Dick Advocaat. Dit keer werkte zijn strijdplan echter beter, want nu wist hij met een B-ploeg maar liefst met 7-0 in het AFAS Stadion te winnen van Achilles '29 Ook in het tweede seizoen tussen de profs strandde Achilles '29 al vroeg op een Eredivisionist, ditmaal kwam FC Twente op bezoek. FC Twente , die met de sterkst mogelijke opstelling speelden, hadden weinig problemen met Achilles '29: 1-3.
| 1/2 september 1979 | Achilles '29 – VUC                   | 0 – 1        | Eerste ronde   |
| 9 oktober 1983     | Achilles '29 – Go Ahead Eagles       | 0 – 5        | Eerste ronde   |
| 11 oktober 1986    | Achilles '29 – RBC Roosendaal        | 2 – 1        | Eerste ronde   |
| 16 november 1986   | Achilles '29 – VVV-Venlo             | 1 – 5        | Tweede ronde   |
| 11 oktober 1987    | Achilles '29 – PEC Zwolle            | 1 – 4        | Eerste ronde   |
| 29 augustus 1993   | SV Panningen – Achilles '29          | 2 – 4        | Eerste ronde   |
| 9 oktober 1993     | Helmond Sport – Achilles '29         | 3 – 1        | Tweede ronde   |
| 9 augustus 2003    | Achilles '29 – VV Kloetinge          | 0 – 4        | Eerste ronde   |
| 10 augustus 2004   | RKC Waalwijk – Achilles '29          | 4 – 0        | Eerste ronde   |
| 26 augustus 2006   | SV Zutphen – Achilles '29            | 0 – 4        | Eerste ronde   |
| 19 september 2006  | Achilles '29 (w.n.s.) – FC Volendam  | 0 – 0 (n.v.) | Tweede ronde   |
| 8 november 2006    | Achilles '29 – Sparta Rotterdam      | 0 – 4        | Derde ronde    |
| 30 augustus 2008   | Achilles '29 – Achilles Veen         | 3 – 1        | Eerste ronde   |
| 23 september 2008  | FC Lisse – Achilles '29              | 3 – 4        | Tweede ronde   |
| 11 november 2008   | RKC Waalwijk – Achilles '29          | 1 – 2        | Derde ronde    |
| 21 januari 2009    | AZ – Achilles '29                    | 3 – 0        | Achtste finale |
| 29 augustus 2009   | Achilles '29 – VV Berkum             | 2 – 1        | Eerste ronde   |
| 24 september 2009  | Achilles '29 – VV Gemert             | 0 – 1        | Tweede ronde   |
| 25 augustus 2010   | Achilles '29 – PKC '83               | 6 – 0        | Tweede ronde   |
| 23 september 2010  | Achilles '29 – FC Oss                | 2 – 0        | Derde ronde    |
| 11 november 2010   | Achilles '29 – Heracles Almelo       | 5 – 3        | Vierde ronde   |
| 18 januari 2011    | Achilles '29 – RKC Waalwijk (w.n.s.) | 2 – 2 (n.v.) | Achtste finale |
| 24 augustus 2011   | Achilles '29 – VV Katwijk            | 1 – 0        | Eerste ronde   |
| 22 september 2011  | Achilles '29 (w.n.s.) – Telstar      | 1 – 1 (n.v.) | Tweede ronde   |
| 25 oktober 2011    | Achilles '29 – MVV Maastricht        | 1 – 0        | Derde ronde    |
| 21 december 2011   | N.E.C. – Achilles '29                | 3 – 0        | Achtste finale |
| 22 augustus 2012   | SV Spakenburg – Achilles '29         | 0 – 4        | Eerste ronde   |
| 27 september 2012  | Achilles '29 – PSV                   | 2 – 3        | Tweede ronde   |
| 24 september 2013  | Achilles '29 – HSC '21               | 5 – 1        | Tweede ronde   |
| 30 oktober 2013    | AZ – Achilles '29                    | 7 – 0        | Derde ronde    |
| 25 september 2014  | Achilles '29 – FC Twente             | 1 – 3        | Tweede ronde   |

### Zaterdag 1 en Zondag 2
Naast het eerste heeft Achilles '29 nog 9 andere seniorenelftallen, waarvan 1 dameselftal, en 23 jeugdteams, waarvan 1 meisjesteam. Gedurende het seizoen 2012/13 en 2013/2014 had Achilles '29 ook een zaterdagelftal in de competitie voor standaardelftallen. Het team was afkomstig van RKSV Brakkenstein uit Nijmegen, waar geen plaats meer was voor een eerste elftal op zaterdag. Achilles '29 schoot te hulp en was hiermee na De Treffers en VV Germania de derde Achilles '29 met een eerste team in de zaterdagtak. Zaterdag 1 speelde in het seizoen 2012/13 in de Vierde Klasse A, waar het nacompetitie voor promotie naar de Derde Klasse op een haar na misliep. In haar tweede seizoen werd ook geen nacompetitie bereikt, doordat het meer punten verloor dan de concurrenten nadat ESCA uit de competitie werd gehaald. Na dit seizoen besloot RKSV Brakkenstein dat het opnieuw een eerste zaterdagelftal wou en hierdoor vertrok bijna de gehele selectie weer bij Achilles '29. De club overwoog om een lager elftal door te schuiven, maar zag hier in juli 2014 alsnog van af.
Het tweede zondagelftal kwam in 2012/13 voor het eerst uit in de Reserve Hoofdklasse Zondag, nadat het in 2012 kampioen wist te worden in de Eerste Klasse voor reserveteams. Achilles 2 werd als promovendus gelijk kampioen in deze Reserve Hoofdklasse, waardoor het, net als Zondag 1, streed om het landskampioenschap. De eerste wedstrijd was tegen Alcides 2 en werd met 2-0 gewonnen, de tweede wedstrijd was tegen Hollandia 2 en werd met 3-1 verloren, waardoor Achilles '29 uitgeschakeld voor het landskampioenschap. Ook in haar tweede seizoen op het hoogste niveau deed het tweede elftal van A chilles '29mee in de titelstrijd, die op de laatste speeldag werd beslecht in het voordeel van HSC '21 2.
Omdat Achilles '29 in 2015 officieel een Betaald Voetbal Organisatie wordt, mag het een belofte-elftal laten meespelen in de aparte beloftecompetitie en mag het een nieuw elftal laten meedraaien in de competitie voor standaardelftallen en de club besloot dan ook om hier gebruik van te maken.

## Sportpark

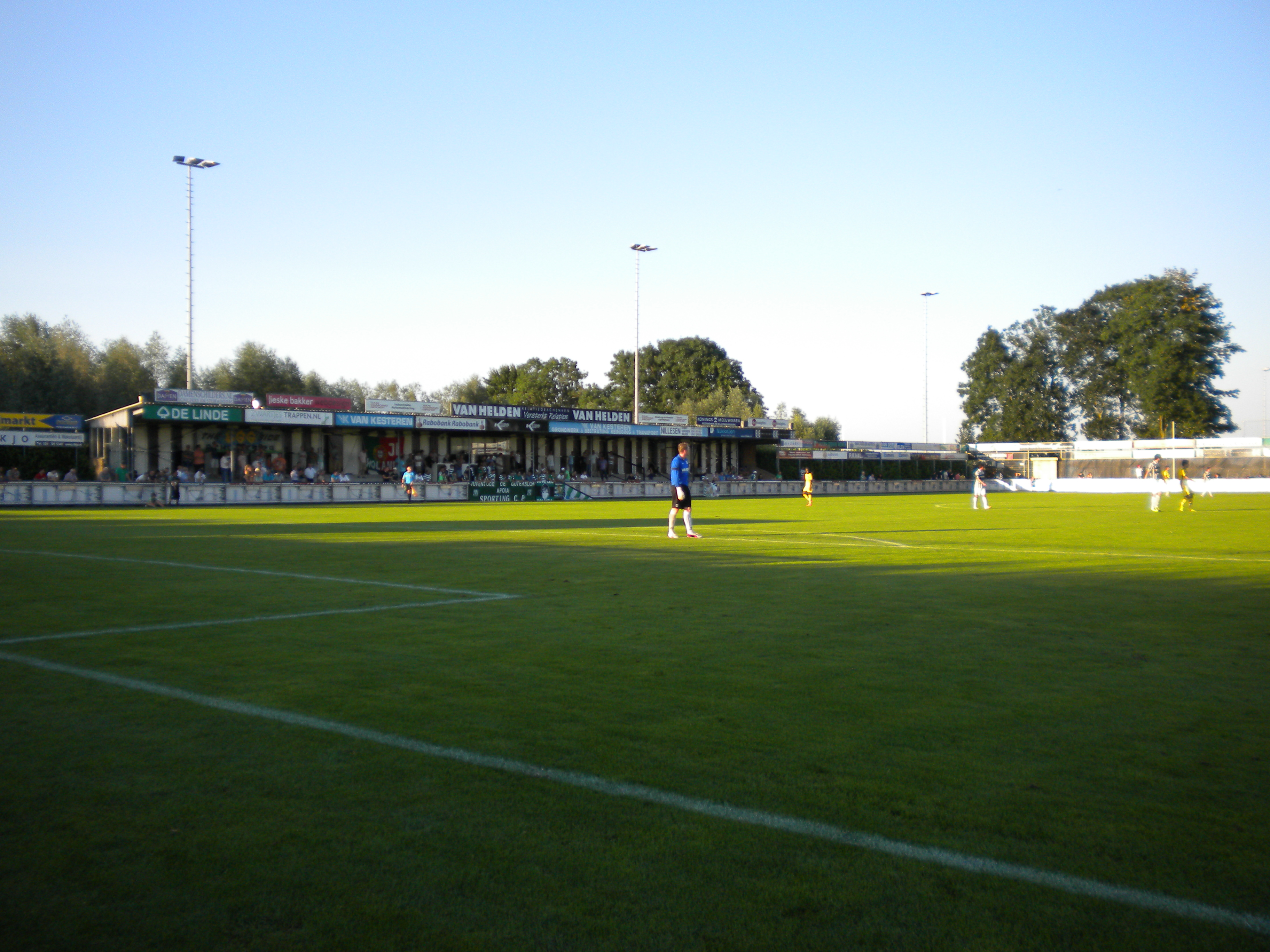
Zicht op "The Egg Side" van Sportpark De Heikant

In tegenstelling tot het sportpark van aartsrivaal De Treffers, is de locatie van het sportpark van Achilles '29 altijd hetzelfde gebleven. Sportpark De Heikant ligt nog altijd op de plaats waar Gerrit Derks ooit een akker schonk aan de oprichters van Achilles '29 om op te voetballen: Cranenburgsestraat 33a. Na de Tweede Wereldoorlog is het hele sportpark vernieuwd en opgeknapt. In 1969, ter ere van het 40-jarig bestaan nog een keer, maar dit was de laatste keer, waardoor delen van het sportpark langzaam in verval raakten. In de loop van de jaren heeft men wel een zittribune aan de zuidkant en een overdekte tribune die plaats biedt voor ongeveer 1000 mensen ("The Egg Side", naar de kippenhokken van Gerrit Derks die vroeger aan deze kant van het veld stonden toen de vereniging het veld kreeg) aan de noordkant geplaatst, maar de kleedkamers stammen nog altijd uit de verbouwing van 1969.
In 2008 werd op veld 3 een kunstgrasveld aangelegd en later volgden automatische reclameborden en een digitaal scorebord, maar er was ook een groot plan opgezet om in de loop van 2011 een nieuwe multifunctionele zittribune te bouwen die tweemaal zo breed is als de vorige tribune en bijna driemaal zo veel toeschouwers een zitplaats biedt. In deze tribune zullen onder meer nieuwe, ruimere kleedkamers en meerdere sponsorruimtes te vinden zijn.
In 2013 kwam het verhaal naar buiten dat ook de club er financieel niet goed voor zou staan. Hierdoor vroeg de gemeente Groesbeek het clubbestuur om opheldering, aangezien er nog een subsidie uitstond voor nieuwe kleedkamers, maar er nog steeds niet begonnen was met de bouw hiervan. Achilles '29 zou het subsidiegeld gebruikt hebben voor het betalen van salarissen, maar de club bewees haar onschuld door het uitgekeerde deel van de subsidie in zijn volledigheid terug te storten. Wel gebood het College van B&W de eerstedivisionist om met concrete plannen te komen, omdat de subsidie anders ingetrokken zou worden. Direct na de laatste competitiewedstrijd van het seizoen 2013/14 werd dan ook begonnen met de bouw van acht nieuwe kleedkamers achter de huidige zittribune. In een later stadium zal een grote, nieuwe zittribune gebouwd worden op de nieuwe kleedkamers, die de naam zal dragen van Jan Klösters, het oudste lid van Achilles '29 die tevens 40 jaar lang bestuurslid was en inmiddels bijna 80 jaar lid. Hij legde ook de eerste steen van de nieuwe kleedkamers.

## Naam en tenue

### Naamsveranderingen
De vereniging heette vanaf de oprichting Achilles '29, maar door de fusie van de Rooms-katholieke Voetbalbond (RKVB), de bond waar het eerste elftal bij was aangesloten, met de Nederlandsche Voetbalbond (NVB) tot de Rooms-katholieke Federatie (RKF), moest de vereniging zijn naam veranderen naar RKSV Groesbeek, omdat er meerdere clubs waren aangesloten bij de NVB met de naam Achilles. RKSV Groesbeek was als een doorn in het oog voor de mannen, en na een jarenlange strijd met de RKF, en later de KNVB, kreeg de club in 1969 zijn naam terug, zijnde het inclusief het oprichtingsjaar '29 toegevoegd. In de volksmond wordt echter de eerste naam aangehouden: Achilles, soms ook (foutief) uitgesproken als Achielles.

### Tenues
Vanaf de oprichting heeft Achilles '29 altijd al de clubkleuren zwart en wit gehad. Lange tijd werd er echter in een overwegend wit tenue, regelmatig met een zwarte broek, gespeeld. De iconische, verticale zwart met witte strepen draagt de club echter pas standaard sinds de jaren 90, niet geheel ontoevallig ook de tijd waarin Juventus zich internationaal manifesteerde als een topclub. Sinds de invoering van de zwart-witte strepen zijn de sokken en broek vrijwel altijd wit geweest. Door de jaren heen heeft Achilles '29 verschillende kledingsponsoren gehad zoals Puma en Nike. Hierdoor heeft de dikte van de strepen door de jaren heen ook gevarieerd. Met ingang van het seizoen 2010/11 en de sponsorovereenkomst met Klupp, heeft Achilles '29 een tenue met redelijk smalle strepen. In het seizoen 2012/13 speelde Achilles '29 met een gouden ster boven het logo, vanwege het behaalde landskampioenschap van het voorgaande seizoen. Na de promotie naar de Jupiler League verdween deze ster weer.

## Erelijst
Algeheel amateurkampioen van Nederland
Kampioen in 2012
Topklasse Zondag
Kampioen in 2012, 2013
Zondag Hoofdklasse C
Kampioen in 1983, 2006, 2008
Districtsbeker Oost
Winnaar in 2008, 2011
KNVB beker voor amateurs
Winnaar in 2011
Super Cup amateurs
Winnaar in 2011, 2012

## Records en statistieken

### Meeste competitiewedstrijden in het betaald voetbal (2013–2017)
| Nr. | Speler          | Land               | Geb.             | Positie      | Wed. | Goals | Periode |
| --- | --------------- | ------------------ | ---------------- | ------------ | ---- | ----- | ------- |
| 1.  | Jop van Steen   | Vlag van Nederland | 21 december 1984 | Middenvelder | 137  | 11    | 2013/17 |
| 2.  | Freek Thoone    | Vlag van Nederland | 29 juni 1985     | Aanvaller    | 124  | 25    | 2013/17 |
| 3.  | Thijs Hendriks  | Vlag van Nederland | 5 februari 1985  | Aanvaller    | 108  | 25    | 2013/16 |
| 4.  | Migiel Zeller   | Vlag van Nederland | 18 april 1993    | Verdediger   | 98   | 1     | 2013/17 |
| 5.  | Kürsad Sürmeli  | Vlag van Nederland | 14 augustus 1995 | Middenvelder | 93   | 11    | 2013/17 |
| 6.  | Levi Raja Boean | Vlag van Nederland | 12 april 1993    | Middenvelder | 73   | 2     | 2013/16 |
| 6.  | Leon ter Wielen | Vlag van Nederland | 31 augustus 1988 | Keeper       | 73   | 0     | 2014/16 |
| 8.  | Tim Verhoeven   | Vlag van Nederland | 20 februari 1985 | Verdediger   | 72   | 0     | 2013/15 |
| 9.  | Boy van de Beek | Vlag van Nederland | 15 november 1993 | Middenvelder | 66   | 7     | 2015/17 |
| 9.  | Steven Edwards  | Vlag van Nederland | 15 januari 1991  | Middenvelder | 66   | 5     | 2013/15 |

Bijgewerkt tot 14 januari 2018 
 Transfermarkt

## Overige teams

### Trainers hoofdselectie
- Rob Bouman: 2024-heden
- Luciën Roeffen: 2024 (a.i.)
- Patrick Pothuizen:  2021-2024
- Ruud Kaiser: 2020–2021
- Stefan Muller: 2019–2020
- Johan van Osch (a.i.): 2018
- Arno Arts: 2018–2019
- Eric Meijers: 2015-2018
- François Gesthuizen: 2013-2015
- Jan van Deinsen: 2012-2013
- Eric Meijers: 2002-2012
- Ron Schrier: 1998-2002
- Jan Petter: 1996-1998
- Clemens Hermans: 1994-1996
- Gerrie Gerrits: 1990-1994
- Jan van Deinsen: 1990-1991 (a.i.)
- Rolf Oostinga: 1988-1990
- Toy Korsten: 1986-1988
- Tiny van Vught: 1984-1986
- Jos van Baal: 1982-1984
- Theo Derks: 1974-1982

### Competitieresultaten Jong Achilles '29 2017–2018
| 18 |

| 16 |

| Derde divisie | Hoofdklasse |

### Competitieresultaten 2013–2014 (zaterdagamateurs)
| 5 4A |

| 5 4A |

| Vierde klasse |

### Competitieresultaten 2016–2018 (zondagamateurs)
| 8 4E |

| 9 4E |

| 7 4E |

| Vierde klasse |

In elke staaf van de grafiek staat van boven naar beneden vermeld: 
- Eindnotering

Dit is de positie die de club heeft bereikt in de competitie, zonder eventuele beslissings-, play-off- of nacompetitiewedstrijden die nodig zijn geweest om bijvoorbeeld de kampioen van de competitie te bepalen.
Indien een * achter het getal staat is de notering een tussenstand en kan het zijn dat de notering niet overeenkomt met de uiteindelijke eindstand van de competitie.
Staat er een - dan is het seizoen nog bezig en is er geen definitieve uitslag bekend.
Staat er xx op de positie van de notering, dan heeft de club vroegtijdig de competitie verlaten. Dit kan onder andere komen door terugtrekking van het team, faillissement van de club of door een uitgedeelde straf van de KNVB. In veel gevallen staat elders in het artikel de reden vermeld.
Staat er een ? dan is het resultaat uit het verleden onbekend, en is alleen de competitie of het niveau bekend van dat seizoen.
In de seizoenen 2019/20 en 2020/21 werd wegens de coronacrisis het amateurvoetbal afgebroken. Daardoor kennen deze staven geen eindklassering (middels -- weergegeven).
- Competitieniveau en afdelingsletter of Officiële eindstand Eredivisie
  - Competitieniveau en afdelingsletter

Hierbij geeft het getal het niveau weer, dat ook terug te vinden is in de legenda. De letter is de afdelingsaanduiding en wordt gebruikt wanneer er meer afdelingen zijn op hetzelfde niveau. De afdelingsletter is altijd een hoofdletter en wordt meestal zonder nummer gebruikt.
Voorbeeld: 2F is niveau 2e klasse competitie F.
Het competitieniveau en nummer wordt niet vermeld wanneer er slechts één competitie van dit niveau was.
  - Officiële eindstand Eredivisie (getal staat tussen haakjes vermeld)

Sinds de introductie van play-offwedstrijden voor Europees voetbal na afloop van de reguliere competitie in 2005/06, is de KNVB verplicht een eindstand van de Eredivisie door te geven aan de UEFA aan de hand van deze play-offwedstrijden.
Bij deze eindstand staan clubs die zich hebben gekwalificeerd voor Europees voetbal hoger dan clubs die zich niet wisten te kwalificeren. Indien er geen verschil was tussen de eindnotering en de officiële eindstand, staat dit getal niet vermeld.

- Onderafdeling

Hier staat afgekort de naam van de onderafdeling indien de club in dat jaar in een onderafdeling uitkwam. Tevens staat deze afkorting in de legenda en wordt gelinkt naar het artikel over deze onderafdeling. Deze afkorting wordt alleen vermeld wanneer de club in het verleden in verschillende onderafdelingen heeft gespeeld. Deze vermelding is in de staaf altijd in kleine letters. Deze onderafdelingen zijn na het seizoen 1995/96 afgeschaft. Heeft de club in slechts één onderafdeling gespeeld, dan is dit alleen terug te vinden in de legenda.
Onder de staaf staat het jaartal vermeld waarin het seizoen is afgesloten. 15 verwijst naar het seizoen 2014/15 of eventueel het seizoen 1914/15.
Wanneer een staaf leeg is, zijn deze gegevens niet bekend. Het kan ook zijn dat de club dat seizoen niet heeft meegespeeld op het hogere amateurniveau, vroegtijdig de competitie heeft verlaten of uit de competitie is gezet.

In het seizoen 1944/45 was er wegens de Tweede Wereldoorlog geen regulier competitievoetbal.

## Overzichtslijsten

### Competitieresultaten 1955–2023 (Amateurs/profs)
Dit team had zondag als vaste speeldag.
| 7 4H |

| 2 4H |

| 1 4H |

| 4 3D |

| 7 3D |

| 7 3D |

| 3 3D |

| 9 3D |

| 10 3D |

| 1 3D |

| 5 2B |

| 7 2A |

| 7 2A |

| 6 2A |

| 7 2A |

| 2 2A |

| 7 2A |

| 2 2A |

| 2 2A |

| 1 2A |

| 6 1D |

| 2 1D |

| 2 1D |

| 1 1D |

| 2 B |

| 5 B |

| 5 B |

| 6 B |

| 1 B |

| 6 B |

| 5 B |

| 3 B |

| 4 B |

| 9 B |

| 8 B |

| 9 B |

| 8 B |

| 11 B |

| 7 B |

| 12 B |

| 3 1D |

| 3 1D |

| 7 1E |

| 5 1E |

| 4 1E |

| 1 1E |

| 14 C |

| 1 1E |

| 6 C |

| 2 C |

| 8 C |

| 1 C |

| 5 C |

| 1 C |

| 2 C |

| 4 C |

| 2 |

| 1 |

| 1 |

| 20 |

| 18 |

| 15 |

| 20 |

| 18 |

| 18 |

| 16* |

| - |

| 15 |

| 12 |

| 4 2G |

|  |

| Eerste divisie | Tweede divisie | Derde divisie Topklasse | Hoofdklasse | Eerste klasse | Tweede klasse | Derde klasse | Vierde klasse |

- Club heette tot en met 1966/67 RKSV Groesbeek

### Seizoensoverzichten
| Resultaten van Achilles '29 sinds de toetreding in het betaald voetbal in 2013 | Resultaten van Achilles '29 sinds de toetreding in het betaald voetbal in 2013 | Resultaten van Achilles '29 sinds de toetreding in het betaald voetbal in 2013 | Resultaten van Achilles '29 sinds de toetreding in het betaald voetbal in 2013 | Resultaten van Achilles '29 sinds de toetreding in het betaald voetbal in 2013 | Resultaten van Achilles '29 sinds de toetreding in het betaald voetbal in 2013 | Resultaten van Achilles '29 sinds de toetreding in het betaald voetbal in 2013 | Resultaten van Achilles '29 sinds de toetreding in het betaald voetbal in 2013 | Resultaten van Achilles '29 sinds de toetreding in het betaald voetbal in 2013 | Resultaten van Achilles '29 sinds de toetreding in het betaald voetbal in 2013 | Resultaten van Achilles '29 sinds de toetreding in het betaald voetbal in 2013 | Resultaten van Achilles '29 sinds de toetreding in het betaald voetbal in 2013 | Resultaten van Achilles '29 sinds de toetreding in het betaald voetbal in 2013 |
| Seizoen                                                                        | Competitie                                                                     | Competitie                                                                     | Competitie                                                                     | Competitie                                                                     | Competitie                                                                     | Competitie                                                                     | Competitie                                                                     | Competitie                                                                     | Competitie                                                                     | Kwalificatie                                                                   | KNVB beker                                                                     | Bijzonderheid                                                                  |
| Seizoen                                                                        | Divisie                                                                        | GW                                                                             | W                                                                              | G                                                                              | V                                                                              | PNT                                                                            | DV                                                                             | DT                                                                             | POS                                                                            | Kwalificatie                                                                   | KNVB beker                                                                     | Bijzonderheid                                                                  |
| ------------------------------------------------------------------------------ | ------------------------------------------------------------------------------ | ------------------------------------------------------------------------------ | ------------------------------------------------------------------------------ | ------------------------------------------------------------------------------ | ------------------------------------------------------------------------------ | ------------------------------------------------------------------------------ | ------------------------------------------------------------------------------ | ------------------------------------------------------------------------------ | ------------------------------------------------------------------------------ | ------------------------------------------------------------------------------ | ------------------------------------------------------------------------------ | ------------------------------------------------------------------------------ |
| 2013/14                                                                        | Eerste divisie                                                                 | 38                                                                             | 6                                                                              | 7                                                                              | 25                                                                             | 25                                                                             | 40                                                                             | 89                                                                             | 20e                                                                            | –                                                                              | 3e ronde                                                                       | Achilles '29 treedt toe tot het betaald voetbal                                |
| 2014/15                                                                        | Eerste divisie                                                                 | 38                                                                             | 8                                                                              | 9                                                                              | 21                                                                             | 33                                                                             | 44                                                                             | 71                                                                             | 18e                                                                            | –                                                                              | 2e ronde                                                                       | –                                                                              |
| 2015/16                                                                        | Eerste divisie                                                                 | 36                                                                             | 10                                                                             | 9                                                                              | 17                                                                             | 39                                                                             | 43                                                                             | 61                                                                             | 15e                                                                            | –                                                                              | Achtste finale                                                                 | –                                                                              |
| 2016/17                                                                        | Eerste divisie                                                                 | 38                                                                             | 5                                                                              | 7                                                                              | 26                                                                             | 19                                                                             | 37                                                                             | 92                                                                             | 20e                                                                            | Rechtstreekse degradatie                                                       | 1e ronde                                                                       | –                                                                              |

### Topscorers
- 2013/14:  Frank Hol (10)
- 2014/15:  Thijs Hendriks (13)
- 2015/16:  Freek Thoone (8)
- 2016/17:  Niek Versteegen (6)

### Trainers
- 2013–2014:  François Gesthuizen
- 2015–2018:  Eric Meijers

## Voetnoten
Huidig: Achilles '29 · BVC '12 · DVSG · Germania · Groesbeekse Boys · SC Millingen · SVO '68 · Rood Wit · De Treffers · VVLK
Voormalig: Concordia'34 · Erlecomse Boys · Meerwijk · MVV'18 · OVC